# Guanylate dipotassique
Le guanylate dipotassique (E628), ou dipotassium 5'-guanylate, est un sel potassique de la guanosine monophosphate (GMP). C'est un additif alimentaire utilisé comme exhausteur de goût, pour apporter le goût umami aux préparations alimentaires.
Le guanylate dipotassique est produit à partir de poissons ou algues séchés, et largement utilisé dans les denrées alimentaires.